# Nigel Winterburn
Nigel Winterburn (Arley, 11 de dezembro de 1963) é um ex-futebolista inglês que atuava como lateral-esquerdo. Atualmente trabalha como comentarista esportivo.

## Carreira
Tendo passado por Birmingham City e Oxford United, Winterburn não chegou a jogar nenhuma partida oficial por ambos e assinou com o Wimbledon em agosto de 1983.
Durante seu período nos Dons, ajudou o clube a conquistar dois acessos (da Terceira Divisão para a Segunda Divisão em 1983–84 e desta última para a Primeira Divisão em 1985–86), tendo perdido apenas 7 das 172 partidas oficiais que disputou. Tal desempenho chamou a atenção do Arsenal, que pagou 350 mil libras para contar com Winterburn em maio de 1987. Era um pedido do então técnico dos Gunners, George Graham, que procurava um substituto para Kenny Sansom.
No início de sua trajetória no Arsenal, chegou a jogar como lateral-direito depois que Graham não conseguiu encontrar um atleta da posição depois que Viv Anderson deixou o clube. Sua estreia foi em novembro, contra o Southampton, saindo do banco de reservas, tendo feito outras 17 partidas na temporada. Mantido na lateral-direita, envolveu-se em duas polêmicas, ambas pela Copa da Inglaterra: na primeira, provocou Brian McClair, do Manchester United, depois que este perdeu um pênalti, e na decisão contra o Luton Town, quando decidiu cobrar um pênalti (Michael Thomas era o cobrador oficial), porém acabou desperdiçando a cobrança, defendida por Andy Dibble. O erro custou caro ao Arsenal, que levou 2 gols do Luton nos 10 minutos finais e venceu por 3 a 2.
Com a saída de Sansom para o Newcastle United em dezembro de 1988. Winterburn assumiu sua posição original e formou uma destacada linha defensiva com Lee Dixon, Tony Adams, David O'Leary e Steve Bould. Em 12 temporadas pelo Arsenal, o lateral disputou 583 partidas oficiais e marcou 12 gols, além de ter conquistado 11 títulos
Em junho de 2000, foi contratado pelo West Ham United, que pagou 250 mil libras para contar com o atleta. Mesmo com a idade avançada, Winterburn disputou 94 jogos pelos Hammers e marcou um gol, na vitória por 1 a 0 sobre o Leeds United, em novembro do mesmo ano. Este foi também o último gol marcado pelo lateral, que encerrou sua carreira em fevereiro de 2003, aos 39 anos, contra o Liverpool.

## Carreira internacional
Tendo atuado pelas seleções Sub-21 e B da Inglaterra, o lateral estreou pela equipe principal em novembro de 1989, num amistoso contra a Itália, que terminou empatado sem gols.
Embora Graham e a imprensa elogiassem suas virtudes na posição, o técnico do English Team, Bobby Robson optou em levar Stuart Pearce (titular) e Tony Dorigo (reserva imediato) para a Copa de 1990, deixando Winterburn de fora (ele só seria convocado caso Pearce ou Dorigo se lesionassem). Ele só voltaria a vestir a camisa da seleção em 1993, em um torneio amistoso disputado nos Estados Unidos, entrando no lugar de Lee Sharpe na partida contra a Alemanha.
Em fevereiro de 1999, o técnico interino da Inglaterra, Howard Wilkinson, convocou Winterburn para um amistoso contra a França, mas não saiu do banco de reservas - Graeme Le Saux atuou os 90 minutos na derrota por 2 a 0.

## Pós-aposentadoria
Em julho de 2008, Winterburn integrou a comissão técnica de Paul Ince no Blackburn Rovers, atuando como preparador defensivo. Com a demissão do ex-volante, em dezembro, foi considerado "excedente" para a função, e o novo técnico, Sam Allardyce, descartou utilizar Winterburn como preparador, afirmando que poderia cuidar sozinho da área.
Desde 2013, o ex-lateral trabalha como comentarista esportivo na BT Sport para as coberturas de futebol

## Títulos
Arsenal
- Football League First Division: 1988–89,[8] 1990–91[9]
- Premier League: 1997–98[10]
- Copa da Inglaterra: 1992–93,[11][12] 1997–98[13]
- Copa da Liga Inglesa: 1992–93[14]
- Troféu do Centenário da Liga de Futebol: 1988
- Supercopa da Inglaterra: 1991[nota 1],[15] 1998,[16] 1999[17]
- Taça dos Clubes Vencedores de Taças: 1993–94[18]

### Individuais
- Melhor jogador da temporada do Arsenal: 1998–99